# Mistrzostwa Europy w biegu 24-godzinnym 1993
2. Mistrzostwa Europy w biegu 24-godzinnym 1993 – zawody lekkoatletyczne, które odbyły się 1 i 2 maja 1993 w Bazylea, Szwajcaria.

## Medaliści
|                         | 1. miejsce                                                            | Rezultat   | 2. miejsce                                                              | Rezultat   | 3. miejsce                                                             | Rezultat   |
| Mężczyźni indywidualnie | Helmut Dreyer                                                         | 259,265 km | Milan Tuhovcak                                                          | 257,965 km | Gennadii Groshev                                                       | 247,900 km |
| Mężczyźni drużynowo     | Niemcy 1. Helmut Dreyer · 2. Valery Klement · 3. Kassian Burster-Hake | 732,560 km | Rosja 1. Gennadii Groshev · 2. Vladimir Tivikov · 3. Igor Streltsov     | 699,397 km | Łotwa 1. Viktors Suborins · 2. Druvis Ozols · 3. Georgis Jermolajevs   | 644,451 km |
| Kobiety indywidualnie   | Sigrid Lomsky                                                         | 243,657 km | Helga Backhaus                                                          | 223,647 km | Anna Dyck                                                              | 214,980 km |
| Kobiety drużynowo       | Niemcy 1. Sigrid Lomsky · 2. Helga Backhaus · 3. Anna Dyck            | 682,284 km | Wielka Brytania 1. Sandra Brown · 2. Hilary Walker · 3. Marianne Savage | 518,720 km | Szwajcaria 1. Helen Westreicher · 2. Irene Bessard · 3. Karin Bolliger | 465,755 km |